# Friedrich Meyenberg
Friedrich Ludwig Meyenberg (* 22. Oktober 1875 in Hannover; † 1. Oktober 1949 in Frankfurt am Main) war ein deutsch-britischer Diplomingenieur und Hochschullehrer.

## Leben
Friedrich Meyenberg war der Sohn des Mediziners und Geheimen Sanitätsrates Dr. med. Salomon Alexander Meyenberg in Hannover und seiner Ehefrau Bona, geborene Jüdell. 
Nach dem Schulbesuch, den er 1894 mit dem Abitur abschloss, studierte er von 1894 bis 1898 Maschinenbau an den Technischen Hochschulen in Hannover und Berlin.
Von 1899 bis 1900 war Meyenberg Assistent am Institut für Technische Physik der Universität Göttingen. Anschließend war er von 1901 bis 1926 in der Industrie tätig. 1925 wurde Meyenberg an der Technischen Hochschule Berlin habilitiert, wo er von 1925 bis 1926 als Privatdozent lehrte.
In den Jahren 1926 bis 1933 war Meyenberg außerordentlicher Professor für Fabrikorganisation, Fabrikbetrieb und Betriebswirtschaftslehre an der Technischen Hochschule Braunschweig. Seit 1927 leitete er zugleich, zusammen mit Otto Schmitz, das Institut für Betriebswissenschaften. Nach dem Machtantritt der Nationalsozialisten wurde Meyenberg am 28. Juli 1933 gemäß §3 des Gesetzes zur Wiederherstellung des Berufsbeamtentums mit Wirkung zum 1. November 1933 aufgrund seiner jüdischen Herkunft in den Ruhestand versetzt.
Um 1934 ging Meyenberg nach Großbritannien, wo er seit 1935 eine Tätigkeit in der Industrie in Sheffield erhielt. Sein letzter Wohnsitz dort befand sich in London, Abingdon-Villas 12.
Meyenberg starb während einer Deutschlandreise im Jahr 1949 an Herz- und Kreislaufversagen.

## Privates
Meyenberg heiratete am 20. September 1902 in Hannover Lucie Elisabeth Amalie Kracke. Aus der Ehe gingen drei Kinder hervor: Irmgard (* 17. April 1907), Charlotte, Eva (* 9. Juli 1914).

## Schriften
- Einführung in die Organisation von Maschinenfabriken unter besonderer Berücksichtigung der Selbstkostenberechnung, Berlin 1913.
- "Die Grundlagen wissenschaftlicher Betriebsführung. Eine Hilfe beim wirtschaftlichen Wiederaufbau", in: Technik und Wirtschaft 12 (1919), S. 353–365.
- Über die Eingliederung der Normungsarbeit in die Organisation einer Maschinenfabrik, Julius Springer, Berlin 1924.